# 圣马丹德里贝拉克
圣马丹德里贝拉克（法語：Saint-Martin-de-Ribérac，法語發音：[sɛ̃ maʁtɛ̃ də ʁibeʁak]，意为“里贝拉克的圣马丹”）是法国多尔多涅省的一个市镇，位于该省西部略偏北，属于佩里格区。

## 地名
法语人名在日常人名译名以及《世界人名翻譯大辭典》、《法语姓名译名手册》等主流人名译名类书籍资料中多译作“马丁”，不过在《世界地名翻译大辞典》、《世界地名译名词典》和《法国地图册》等主流地名译名类书籍资料中多译作“马丹”。

## 地理
圣马丹德里贝拉克（45°13'47"N, 0°21'30"E）面积16.38 平方千米，位于法国新阿基坦大区多爾多涅省，该省份为法国西南部内陆省份，是法國本土面积第三大的省，大致对应佩里戈尔地区，北起顺时针与夏朗德省、上维埃纳省、科雷兹省、洛特省、洛特-加龙省、吉倫特省和滨海夏朗德省接壤。
与圣马丹德里贝拉克接壤的市镇（或旧市镇、城区）包括：里贝拉克、德罗讷河畔圣梅阿尔、德罗讷河畔圣帕尔杜、圣叙尔皮斯-德鲁马尼亚克、锡奥拉克-德里贝拉克、旺克桑。
圣马丹德里贝拉克的时区为UTC+01:00、UTC+02:00（夏令时）。

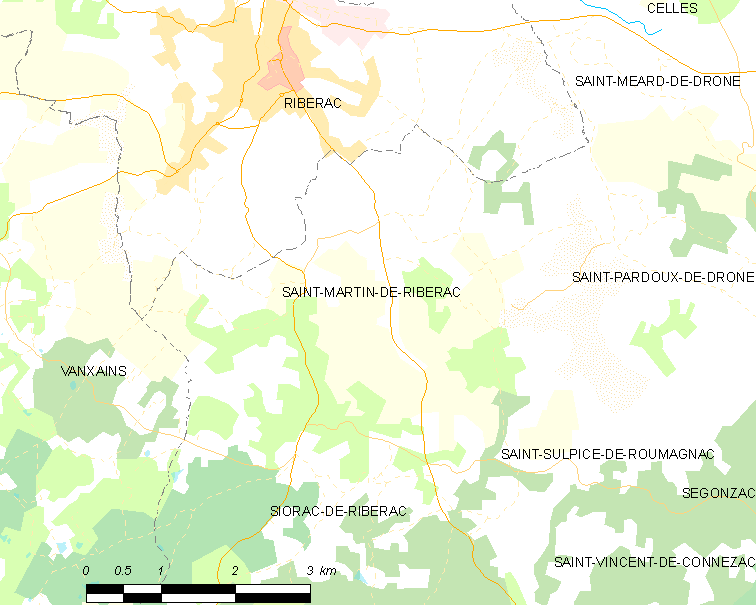
圣马丹德里贝拉克的OSM定位图

## 行政
圣马丹德里贝拉克的邮政编码为24600，INSEE市镇编码为24455。

## 政治
圣马丹德里贝拉克所属的省级选区为里贝拉克县。

## 人口

1962-2008年间圣马丹德里贝拉克人口变化图示

圣马丹德里贝拉克于2022年1月1日时的人口数量为728人。